# Highfields (South Yorkshire)
Highfields – wieś w Anglii, w hrabstwie ceremonialnym South Yorkshire, w dystrykcie metropolitalnym Doncaster. Leży 27 km na północny wschód od miasta Sheffield i 239 km na północ od Londynu.